# روري ستورم
روري ستورم (بالإنجليزية: Rory Storm)‏ هو مغني بريطاني، ولد في 7 يناير 1938 في ليفربول في المملكة المتحدة، وتوفي بنفس المكان في 27 سبتمبر 1972 بسبب جرعة زائدة.

## وصلات خارجية
- روري ستورم على موقع IMDb (الإنجليزية)
- روري ستورم على موقع ميوزك برينز (الإنجليزية)
- روري ستورم على موقع ديسكوغز (الإنجليزية)
- روري ستورم على موقع ديسكوغز (الإنجليزية)